# Phaenna Dorsum
Il Phaenna Dorsum è una struttura geologica della superficie di Marte.